# Me Against the Music

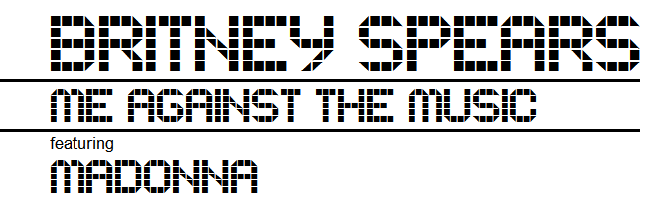
Cover

"Me Against the Music" is een nummer van popzangeres Britney Spears en Madonna. Het was de eerste single van Britneys album In the Zone en werd uitgebracht in oktober 2003. Het lied kan gezien worden als een mijlpaal voor Spears, want dit is de eerste single die ze heeft uitgebracht in het genre dance. Madonna bracht al eerder dancesingles uit. Het werd Spears' negende Hot 100-hit in de Verenigde Staten en haar tiende top 10-hit in Engeland. Voor "Me Against the Music" kregen Britney en Madonna in 2004 een Billboard Music Award voor Hot Dance Sales Single of the Year.

## Hitlijsten
| Me Against the Music in de Nederlandse Top 40 | Me Against the Music in de Nederlandse Top 40 | Me Against the Music in de Nederlandse Top 40 | Me Against the Music in de Nederlandse Top 40 | Me Against the Music in de Nederlandse Top 40 | Me Against the Music in de Nederlandse Top 40 | Me Against the Music in de Nederlandse Top 40 | Me Against the Music in de Nederlandse Top 40 | Me Against the Music in de Nederlandse Top 40 | Me Against the Music in de Nederlandse Top 40 | Me Against the Music in de Nederlandse Top 40 |
| Week                                          | 01                                            | 02                                            | 03                                            | 04                                            | 05                                            | 06                                            | 07                                            | 08                                            | 09                                            | 10                                            |
| --------------------------------------------- | --------------------------------------------- | --------------------------------------------- | --------------------------------------------- | --------------------------------------------- | --------------------------------------------- | --------------------------------------------- | --------------------------------------------- | --------------------------------------------- | --------------------------------------------- | --------------------------------------------- |
| Positie                                       | 22                                            | 7                                             | 6                                             | 9                                             | 12                                            | 15                                            | 19                                            | 24                                            | 30                                            | uit                                           |

| Land/Hitlijst (2003) | Positie |
| -------------------- | ------- |
| Australië            | 1 (2)   |
| Canada               | 2       |
| Duitsland            | 5       |
| Frankrijk            | 11      |
| Groot-Brittannië     | 2       |
| Ierland              | 1 (1)   |
| Italië               | 2       |
| Nederland            | 6       |
| Nieuw-Zeeland        | 13      |
| Oostenrijk           | 12      |
| Filipijnen Top 20    | 1 (?)   |
| Verenigde Staten     | 35      |
| World Chart Show     | 1 (1)   |
| Zweden               | 5       |
| Zwitserland          | 4       |

- Het kleine getal tussen aanhalingstekens staat voor het aantal weken op die positie

## Remixen/officiële versies
- Album Version/Video Mix 3:44
- Instrumental/Video Mix Instrumental 3:34
- Originele Demo (met Penelope Magnet) 3:44
- Rishi Rich's Desi Kulcha Remix 4:33
- Rishi Rich's Desi Kulcha Remix Instrumental 4:33
- Rishi Rich's Punjabi Club Mix 5:34
- Rishi Rich's Desi Kulcha Remix (met Penelope Magnet) 3:35
- Gabriel & Dresden Club Mix 8:51
- Gabriel & Dresden Radio Edit 3:39
- Gabriel & Dresden Dub 7:14
- Peter Rauhofer's Electro House Mix 8:17
- Peter Rauhofer's Electro House Dub 6:49
- Peter Rauhofer Radio Mix 3:43
- Bloodshy & Avant "Chix Mix" (met Penelope Magnet) 5:16
- Bloodshy & Avant "Chix Mix" (Lidrock Edit) (met Penelope Magnet) 3:31
- Bloodshy & Avant "Dubbie Style" Remix 5:15
- Justice Remix/Extended Mix 4:01
- Passengerz vs. The Club Mix 7:34
- The Mad Brit Mixshow 5:55
- Terminalhead Vocal Mix 7:07
- B.E.D. Club Mix 3:45
- Scott Storch Mix 3:38
- The Trak Starz Remix 3:31
- Dragon Man Remix (met Penelope Magnet) 3:44
- Dragon Man Remix (met Madonna) 3:44
- Dragon Man Remix (Instrumental) 3:41
- Kanye West Remix 3:43